# 가시와라시
가시와라시(일본어: 柏原市)는 일본 오사카부 동부에 있는 시이다. 하비키노시와 함께 포도 산지로 유명하고, 고분이나 유적도 많아 시내에 있는 횡혈 무덤은 오사카부에서는 현재 가시와라시 말고는 발견되지 않았다.

## 지리
오사카 도심부에서 약 20km 정도 떨어진 오사카시 근교의 주택 지역이다. 면적의 60%가 산간부이다. 또 중앙부에는 1급 하천인 야마토강이 흐르며 시청 인근에서 이시카와강과 합류한다.

### 인접한 자치체
- 오사카부
  - 야오시, 후지이데라시, 하비키노시
- 나라현
  - 가시바시, 오지정, 산고정

## 역사
- 1889년 4월 1일 - 정촌제 시행으로 시키군 가시와라촌(柏原村)이 성립하였다.
- 1896년 4월 1일 - 군 통폐합에 따라 미나미카와치군 가시와라촌이 되었다.
- 1915년 1월 1일 - 정으로 승격해 미나미카와치군 가시와라정(柏原町)이 되었다.
- 1939년 7월 1일 - 나카카와치군 가타시모촌, 가타카미촌과 합병함과 동시에 소속을 변경해 나카카와치군 가시와라정이 되었다.
- 1956년 9월 30일 - 미나미카와치군 고쿠부정과 합병해 나카카와치군 가시와라정이 되었다.
- 1958년 10월 1일 - 가시와라정이 시로 승격해 가시와라시(柏原市)가 되었다.

## 교통

### 철도
- 서일본 여객철도
  - 간사이 본선

- 긴키 닛폰 철도
  - 오사카선
  - 도묘지선

### 도로
- 니시메이한 자동차도(일본어판)
- 국도 제25호선
- 국도 제165호선 (일본)(일본어판)
- 국도 제170호선 (일본)(일본어판)

## 인구
| 연도 | 인구   | ±%     |
| ---- | ------ | ------ |
| 1920 | 13,560 | —      |
| 1930 | 17,478 | +28.9% |
| 1940 | 24,226 | +38.6% |
| 1950 | 31,487 | +30.0% |
| 1960 | 35,645 | +13.2% |
| 1970 | 53,104 | +49.0% |
| 1980 | 69,836 | +31.5% |
| 1990 | 76,819 | +10.0% |
| 2000 | 79,227 | +3.1%  |
| 2010 | 74,840 | −5.5%  |